# Ушивац
Ушивац је насељено мјесто у општини Козарска Дубица, Република Српска, БиХ. Према попису становништва из 1991. у насељу је живјело 131 становника.

## Становништво
| Демографија | Демографија | Демографија |
| Година      | Становника  | Становника  |
| ----------- | ----------- | ----------- |
| 1948.       | 172         |             |
| 1953.       | 179         |             |
| 1961.       | 185         |             |
| 1971.       | 174         |             |
| 1981.       | 155         |             |
| 1991.       | 131         |             |

## Знамените личности
- Гојко Кнежевић, председник Удружења бивших логораша Другог свјетског рата у Републици Српској